# Diêu phu nhân (Bắc Ngụy Minh Nguyên Đế)
Chiêu Ai hoàng hậu (chữ Hán: 昭哀皇后, ? - 420), họ Diêu (姚氏), là công chúa Hậu Tần và là phi tần của Bắc Ngụy Minh Nguyên Đế của nhà Bắc Ngụy trong lịch sử Trung Quốc.

## Tiểu sử
Diêu thị là con gái của Hậu Tần Văn Hoàn Đế Diêu Hưng, vị vua thứ hai của nhà Hậu Tần. Sách Ngụy thư không ghi rõ bà chào đời năm nào cũng như việc mẹ đẻ của bà là ai. Lúc trẻ, Diêu thị được Diêu Hưng phong làm Tây Bình trưởng công chúa (西平長公主).
Năm 415, mùa đông, Diêu Hưng gả Diêu thị cho Bắc Ngụy Minh Nguyên Đế Thác Bạt Tự để thắt chặt kết giao. Khi đến Bắc Ngụy, bà được tiếp đón với nghi lễ long trọng và phong làm Phu nhân. Tuy bà không nặn tượng vàng thành công nên không được phong làm Hoàng hậu theo quy định trong hậu cung Bắc Ngụy, nhưng Diêu thị vẫn được sủng ái, cho dùng lễ nghi không khác gì Hoàng hậu. Về sau, Minh Nguyên Đế muốn bỏ qua lễ chế để phong hậu cho bà, nhưng bà từ chối không dám đảm đương.
Năm 420, Diêu thị qua đời, không rõ bao nhiêu tuổi. Minh Nguyên Đế thương tiếc, truy phong cho bà làm Chiêu Ai hoàng hậu và cho an táng ở Vân Trung, Kim Lăng theo lễ nghi đầy đủ của một hoàng hậu.